# Туризм на Кабо-Верде

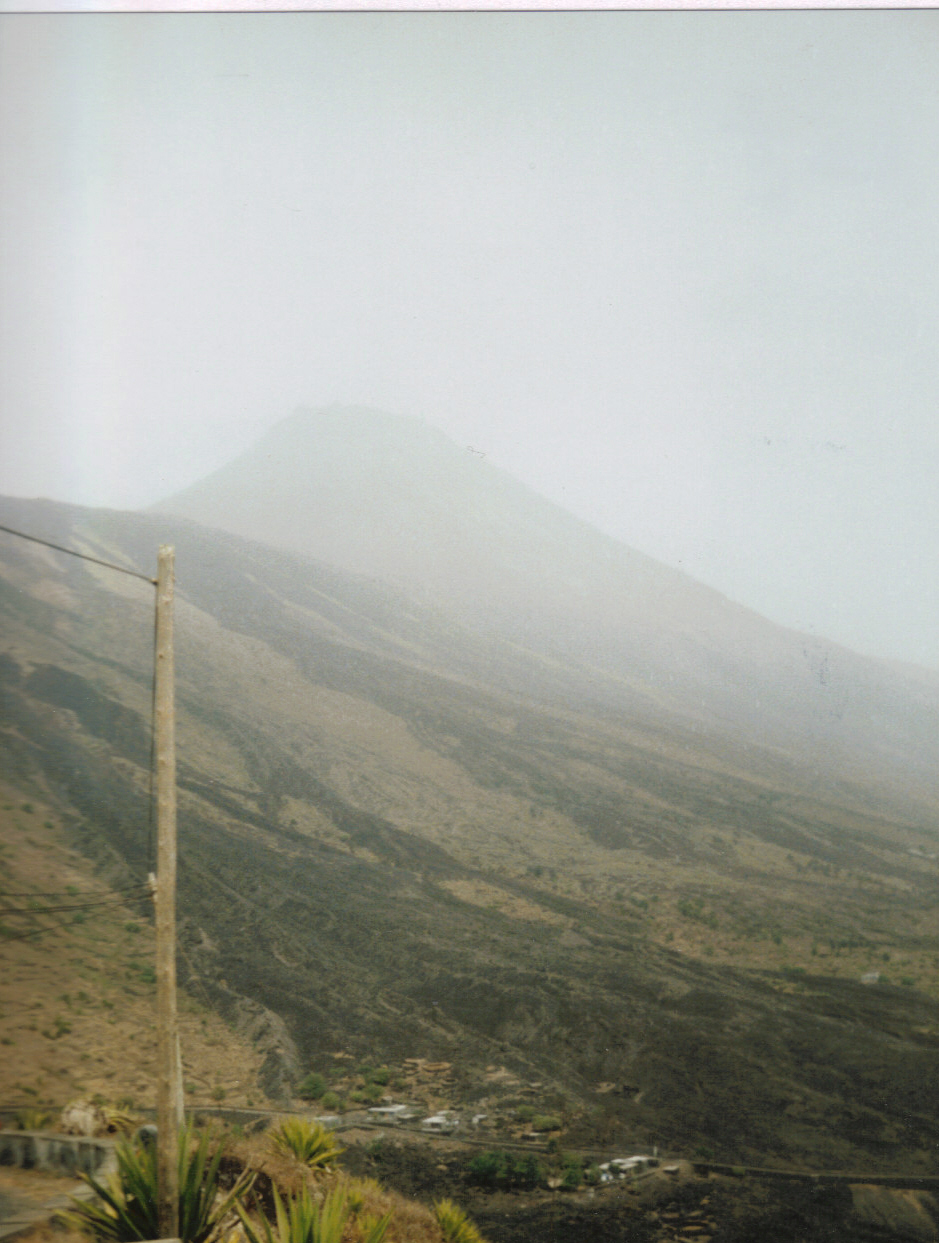
Экотуризм развивается вокруг вулкана Фогу на острове Фогу.

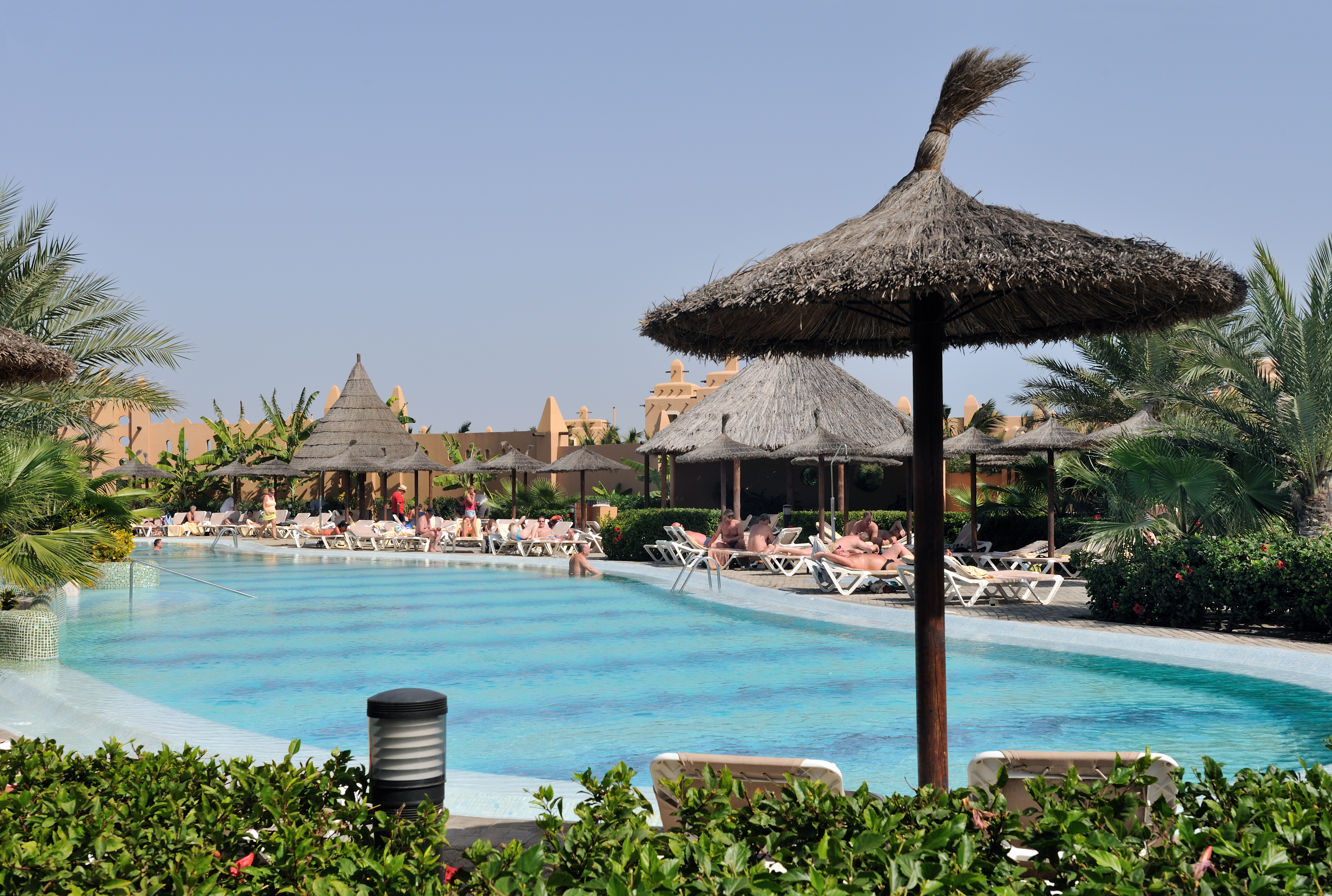
Курорт на острове Сал.

Туризм в Республике Кабо-Верде, расположенной на Островах Зелёного Мыса у побережья Сенегала в Западной Африке, начался в 1970-х годах на острове Сал и медленно развивался в 1980-х и 1990-х годах.

## Общий взгляд
В 2000 году туризм принёс экономике страны 41 миллион долларов США. Гостиничный бизнес внёс 2 % в ВВП в 1997 году и увеличился до 6,8 % в 2001 году. По данным статистического бюро Кабо-Верде, число туристов увеличилось примерно с 45 000 в 1997 году до более чем 115 000 в 2001 году и до более чем 765 000 в 2018 году. Большинство из них прибыли из Соединённого Королевства (23,6 %), Германии (11,2 %), Нидерландов, Бельгии, Франции, Португалии, Италии. Менее одного процента туристов приехали из Соединённых Штатов. Подавляющее большинство туристов посещают сравнительно равнинные и менее населённые острова Сал, Боа-Вишта и Маю с их белоснежными песчаными пляжами.
Кабо-Верде имеет приятный климат в течение большей части года с 350 солнечными днями, а некоторые острова впечатляют горными пейзажами. Туристы могут заняться дайвингом, виндсёрфингом, парусным спортом и пешим туризмом. Экотуризм развивается на островах Сан-Николау, Сантьягу и Боа-Вишта. Город Сидади-Велья на острове Сантьягу был объявлен объектом Всемирного наследия ЮНЕСКО в 1997 году, но культурный туризм до сих пор не получил особого развития.
Визовая политика Кабо-Верде требует получения виз для туристов из большинства стран мира. Освобождение от виз для граждан Европейского союза, граждан Соединённых Штатов и Канады, а также граждан европейских стран, не входящих в Шенгенскую зону, вступило в силу 1 января 2019 года.

## Статистика
Наибольшее количество гостей в туристических учреждениях размещения, в разбивке по странам проживания, в 2015 году:
| Ранг | Страна               | Число   |
| ---- | -------------------- | ------- |
| 1    | Великобритания       | 126,685 |
| 2    | Германия             | 76,451  |
| 3    | Португалия           | 61,979  |
| 4    | Бельгия и Нидерланды | 60,473  |
| 5    | Франция              | 56,458  |
| 6    | Италия               | 27,086  |
| 7    | Испания              | 9,412   |
| 8    | Швейцария            | 5,450   |
| 9    | США                  | 4,282   |
| 10   | Австрия              | 2,351   |
| 11   | Южная Африка         | 232     |
|      | Другие страны        | 88,863  |
|      | Всего                | 569,387 |